# 1553 w literaturze
Wydarzenia literackie w 1553 roku.

## Nowe książki
- polskie
  - Stanisław Hozjusz – Confessio fidei catholicae christiana
  - Wit Korczewski – Rozmowy polskie, łacińskim językiem przeplatane

## Urodzili się
- Maddalena Campiglia, włoska pisarka